# Johanna Mafuyana
Johanna MaFuyana Nkomo (née le 18 septembre 1927 à Matobo et morte le 3 juin 2003 à Bulawayo) est une militante pour l'indépendance du Zimbabwe. Elle est surnommée Mama MaFuyana par les Zimbabwéens.

## Biographie
MaFuyana naît à Matobo, dans le Matabeleland méridional. Ses parents sont Paul Silwalume Fuyana et Maria Sithunzesibi Mbambo. Elle naît dans une famille royale Nguni et était la deuxième de trois enfants. Elle termine ses études primaires à l'école St. Joseph.
Elle est matrone au couvent des sœurs dominicaines à Bulawayo, où elle rencontre le nationaliste Joshua Nkomo en 1949. Ils se marient la même année. Après un premier enfant mort en bas âge, ils ont trois autres enfants,,.
MaFuyana élève les enfants alors que son mari se bat pour l'indépendance du pays puis est emprisonné. MaFuyana s'implique elle aussi dans la résistance.
Quelques semaines après la naissance de son plus jeune enfant, Sehlule, la Special Branch de Rhodésie fait une descente chez elle. Elle leur jette une boîte de conserve de lait en poudre, selon elle pour se défendre, et est arrêtée pour ce motif,,. Elle est emprisonnée au camp de restriction de Gonakudzingwa (en).
MaFuyana recrute activement des cadres et fait passer des informations des nationalistes emprisonnés aux résistants libres. En mars 1977, elle apprend que des colonialistes, sous le Premier ministre Ian Smith, prévoient de kidnapper son plus jeune enfant par représailles. Elle fuit le pays puis part brièvement en Angleterre et en République démocratique allemande, ces derniers soutenant l'indépendance du Zimbabwe. 
MaFuyana travaile avec la Child Survival and Development Foundation jusqu'à sa mort. La fondation vise à assurer le bien-être des enfants défavorisés au Zimbabwe. 
MaFuyana est touchée par des douleurs à l'estomac jusqu'à sa mort le 3 juin 2003 à Bulawayo,.
Elle est enterrée au National Heroes Acre à Harare,.